# Гоцелюк Василь Тимофійович
Василь Тимофійович Гоцелюк (нар. 1913 — пом. ?) — радянський футболіст, нападник.

## Життєпис
У 1936 році грав за дніпропетровські команди «Сталь»: в Кубку СРСР — за команду заводу імені Петровського, в групі «Г» першості СРСР — за команду заводу імені Леніна. 18 липня зіграв за обидві команди. У 1937 році грав у групі «Д» за дніпропетровський «Локомотив», у 1938 році за команду, перейменовану в «Локомотив Півдня» в Кубку СРСР. У червні 1938 року в складі «Зеніту» (Ленінград), провів три матчі в чемпіонаті СРСР, відзначився одним голом. У 1939 році грав за «Сталь» (Дніпропетровськ).